# Seznam dílů seriálu Šílenci z Manhattanu
Toto je seznam dílů seriálu Šílenci z Manhattanu. Autorem amerického dramatického seriálu Šílenci z Manhattanu je Matthew Weiner. Seriál měl premiéru v USA dne 19. července 2007 ve vysílání kabelové televizní stanice AMC. Děj se odehrává v 60. letech a zaměřuje se na profesní i osobní život Dona Drapera (Jon Hamm), tajemného reklamního manažera z Madison Avenue.

## Přehled řad
| Řada | Díly | Premiéra v USA    | Premiéra v USA    | Vydání DVD a Blu-ray         | Premiéra v ČR     | Premiéra v ČR      |
| Řada | Díly | První díl         | Poslední díl      | Vydání DVD a Blu-ray         | První díl         | Poslední díl       |
| ---- | ---- | ----------------- | ----------------- | ---------------------------- | ----------------- | ------------------ |
| 1    | 13   | 19. července 2007 | 18. října 2007    | 30. června 2008 (R2)         | 5. ledna 2016     | 12. dubna 2016     |
| 2    | 13   | 27. července 2008 | 26. října 2008    | 13. července 2009 (R2)       | 19. dubna 2016    | 12. července 2016  |
| 3    | 13   | 16. srpna 2009    | 8. listopadu 2009 | 23. března 2010 (R1)         | 19. července 2016 | 11. října 2016     |
| 4    | 13   | 25. července 2010 | 17. října 2010    | 28. března 2011 (R2)         | 18. října 2016    | 24. ledna 2017     |
| 5    | 13   | 25. března 2012   | 10. června 2012   | 16. října 2012 (R1)          | 31. ledna 2017    | 16. května 2017    |
| 6    | 13   | 7. dubna 2013     | 23. června 2013   | 4. listopadu 2013 (R2)       | 23. května 2017   | 15. srpna 2017     |
| 7    | 7+7  | 13. dubna 2014    | 17. května 2015   | 21. října 2014 (R1, 1. část) | 22. srpna 2017    | 28. listopadu 2017 |

## Seznam dílů

### První řada (2007)
| Č. v seriálu | Č. v řadě | Původní název           | Český název           | Režie               | Scénář                                                                  | Premiéra v USA    | Premiéra v ČR   |
| ------------ | --------- | ----------------------- | --------------------- | ------------------- | ----------------------------------------------------------------------- | ----------------- | --------------- |
| 1            | 1         | Smoke Gets in Your Eyes | Zrak ti zastřel kouř  | Alan Taylor         | Matthew Weiner                                                          | 19. července 2007 | 5. ledna 2016   |
| 2            | 2         | Ladies Room             | Dámská toaleta        | Alan Taylor         | Matthew Weiner                                                          | 26. července 2007 | 12. ledna 2016  |
| 3            | 3         | Marriage of Figaro      | Figarova svatba       | Ed Bianchi          | Tom Palmer                                                              | 2. srpna 2007     | 26. ledna 2016  |
| 4            | 4         | New Amsterdam           | Nový Amsterdam        | Tim Hunter          | Lisa Albert                                                             | 9. srpna 2007     | 2. února 2016   |
| 5            | 5         | 5G                      | 5G                    | Lesli Linka Glatter | Matthew Weiner                                                          | 16. srpna 2007    | 9. února 2016   |
| 6            | 6         | Babylon                 | Babylon               | Andrew Bernstein    | Andre Jacquemetton a Maria Jacquemetton                                 | 23. srpna 2007    | 16. února 2016  |
| 7            | 7         | Red in the Face         | Zrudlí studem         | Tim Hunter          | Bridget Bedard                                                          | 30. srpna 2007    | 23. března 2016 |
| 8            | 8         | The Hobo Code           | Tulákova značka       | Phil Abraham        | Chris Provenzano                                                        | 6. září 2007      | 1. března 2016  |
| 9            | 9         | Shoot                   | Pozor, vyletí ptáček! | Paul Feig           | Chris Provenzano a Matthew Weiner                                       | 13. září 2007     | 8. března 2016  |
| 10           | 10        | Long Weekend            | Prodloužený víkend    | Tim Hunter          | Bridget Bedard, Andre Jacquemetton, Maria Jacquemetton a Matthew Weiner | 27. září 2007     | 15. března 2016 |
| 11           | 11        | Indian Summer           | Babí léto             | Tim Hunter          | Tom Palmer a Matthew Weiner                                             | 4. října 2007     | 22. března 2016 |
| 12           | 12        | Nixon vs. Kennedy       | Nixon versus Kennedy  | Alan Taylor         | Lisa Albert, Andre Jacquemetton a Maria Jacquemetton                    | 11. října 2007    | 29. března 2016 |
| 13           | 13        | The Wheel               | Kolo                  | Matthew Weiner      | Matthew Weiner a Robin Veith                                            | 18. října 2007    | 12. dubna 2016  |

### Druhá řada (2008)
| Č. v seriálu | Č. v řadě | Původní název               | Český název             | Režie               | Scénář                                                                 | Premiéra v USA    | Premiéra v ČR     |
| ------------ | --------- | --------------------------- | ----------------------- | ------------------- | ---------------------------------------------------------------------- | ----------------- | ----------------- |
| 14           | 1         | For Those Who Think Young   | Pro mladé duchem        | Tim Hunter          | Matthew Weiner                                                         | 27. července 2008 | 19. dubna 2016    |
| 15           | 2         | Flight 1                    | Let č. 1                | Alan Taylor         | Lisa Albert a Matthew Weiner                                           | 3. srpna 2008     | 26. dubna 2016    |
| 16           | 3         | The Benefactor              | Dobrodinec              | Lesli Linka Glatter | Matthew Weiner a Rick Cleveland                                        | 10. srpna 2008    | 3. května 2016    |
| 17           | 4         | Three Sundays               | Tři neděle              | Tim Hunter          | Andre Jacquemetton a Maria Jacquemetton                                | 17. srpna 2008    | 10. května 2016   |
| 18           | 5         | The New Girl                | Nová dívka              | Jennifer Getzinger  | Robin Veith                                                            | 24. srpna 2008    | 17. května 2016   |
| 19           | 6         | Maidenform                  | Maidenform              | Phil Abraham        | Matthew Weiner                                                         | 31. srpna 2008    | 24. května 2016   |
| 20           | 7         | The Gold Violin             | Zlaté housle            | Andrew Bernstein    | Jane Anderson, Andre Jacquemetton, Maria Jacquemetton a Matthew Weiner | 7. září 2008      | 31. května 2016   |
| 21           | 8         | A Night to Remember         | Nezapomenutelná noc     | Lesli Linka Glatter | Robin Veith a Matthew Weiner                                           | 14. září 2008     | 7. června 2016    |
| 22           | 9         | Six Month Leave             | Volno na půl roku       | Michael Uppendahl   | Andre Jacquemetton, Maria Jacquemetton a Matthew Weiner                | 28. září 2008     | 14. června 2016   |
| 23           | 10        | The Inheritance             | Dědictví                | Andrew Bernstein    | Lisa Albert, Marti Noxon a Matthew Weiner                              | 5. října 2008     | 21. června 2016   |
| 24           | 11        | The Jet Set                 | Smetánka                | Phil Abraham        | Matthew Weiner                                                         | 12. října 2008    | 28. června 2016   |
| 25           | 12        | The Mountain King           | Král hor                | Alan Taylor         | Matthew Weiner a Robin Veith                                           | 19. října 2008    | 5. července 2016  |
| 26           | 13        | Meditations in an Emergency | Meditace ve stavu nouze | Matthew Weiner      | Matthew Weiner a Kater Gordon                                          | 26. října 2008    | 12. července 2016 |

### Třetí řada (2009)
| Č. v seriálu | Č. v řadě | Původní název                        | Český název                | Režie                    | Scénář                                                  | Premiéra v USA    | Premiéra v ČR     |
| ------------ | --------- | ------------------------------------ | -------------------------- | ------------------------ | ------------------------------------------------------- | ----------------- | ----------------- |
| 27           | 1         | Out of Town                          | Mimo město                 | Phil Abraham             | Matthew Weiner                                          | 16. srpna 2009    | 19. července 2016 |
| 28           | 2         | Love Among the Ruins                 | Láska mezi rozvalinami     | Lesli Linka Glatter      | Cathryn Humphris a Matthew Weiner                       | 23. srpna 2009    | 26. července 2016 |
| 29           | 3         | My Old Kentucky Home                 | Můj domov v Kentucky       | Jennifer Getzinger       | Dahvi Waller a Matthew Weiner                           | 30. srpna 2009    | 2. srpna 2016     |
| 30           | 4         | The Arrangements                     | Opatření                   | Michael Uppendahl        | Andrew Colville a Matthew Weiner                        | 6. září 2009      | 9. srpna 2016     |
| 31           | 5         | The Fog                              | Mlha                       | Phil Abramah             | Kater Gordon                                            | 13. září 2009     | 16. srpna 2016    |
| 32           | 6         | Guy Walks Into an Advertising Agency | Vejde chlápek do reklamky  | Lesli Linka Glatter      | Matthew Weiner                                          | 20. září 2009     | 23. srpna 2016    |
| 33           | 7         | Seven Twenty Three                   | Dvacátého třetího sedmý    | Daisy von Scherler Mayer | Andre Jacquemetton, Maria Jacquemetton a Matthew Weiner | 27. září 2009     | 30. srpna 2016    |
| 34           | 8         | Souvenir                             | Dárek na památku           | Phil Abraham             | Lisa Albert a Matthew Weiner                            | 4. října 2009     | 6. září 2016      |
| 35           | 9         | Wee Small Hours                      | Před úsvitem               | Scott Hornbacher         | Dahvi Waller a Matthew Weiner                           | 11. října 2009    | 13. září 2016     |
| 36           | 10        | The Color Blue                       | Modrá barva                | Michael Uppendahl        | Kater Gordon a Matthew Weiner                           | 18. října 2009    | 20. září 2016     |
| 37           | 11        | The Gypsy and the Hobo               | Cikánka a tulák            | Jennifer Getzinger       | Marti Noxon, Cathryn Humphris a Matthew Weiner          | 25. října 2009    | 27. září 2016     |
| 38           | 12        | The Grown-Ups                        | Dospělí                    | Barbet Schroeder         | Brett Johnson a Matthew Weiner                          | 1. listopadu 2009 | 4. října 2016     |
| 39           | 13        | Shut the Door. Have a Seat           | Zavřete dveře a posaďte se | Matthew Weiner           | Matthew Weiner a Erin Levy                              | 8. listopadu 2009 | 11. října 2016    |

### Čtvrtá řada (2010)
| Č. v seriálu | Č. v řadě | Původní název                   | Český název                    | Režie               | Scénář                                     | Premiéra v USA    | Premiéra v ČR      |
| ------------ | --------- | ------------------------------- | ------------------------------ | ------------------- | ------------------------------------------ | ----------------- | ------------------ |
| 40           | 1         | Public Relations                | Vztahy s veřejností            | Phil Abraham        | Matthew Weiner                             | 25. července 2010 | 18. října 2016     |
| 41           | 2         | Christmas Comes But Once a Year | Vánoce jsou jen jednou do roka | Michael Uppendahl   | Tracy McMillan a Matthew Weiner            | 1. srpna 2010     | 25. října 2016     |
| 42           | 3         | The Good News                   | Dobrá zpráva                   | Jennifer Getzinger  | Jonathan Abrahams a Matthew Weiner         | 8. srpna 2010     | 1. listopadu 2016  |
| 43           | 4         | The Rejected                    | Odmítnutí                      | John Slattery       | Keith Huff a Matthew Weiner                | 15. srpna 2010    | 8. listopadu 2016  |
| 44           | 5         | The Chrysanthemum and the Sword | Chryzantéma a meč              | Lesli Linka Glatter | Erin Levy                                  | 22. srpna 2010    | 15. listopadu 2016 |
| 45           | 6         | Waldorf Stories                 | Příběhy z hotelu Waldorf       | Scott Hornbacher    | Brett Johnson a Matthew Weiner             | 29. srpna 2010    | 22. listopadu 2016 |
| 46           | 7         | The Suitcase                    | Kufr                           | Jennifer Getzinger  | Matthew Weiner                             | 5. září 2010      | 29. listopadu 2016 |
| 47           | 8         | The Summerman                   | Letní muž                      | Phil Abraham        | Lisa Albert a Janet Leahy a Matthew Weiner | 12. září 2010     | 6. prosince 2016   |
| 48           | 9         | The Beautiful Girls             | Hezké holky                    | Michael Uppendahl   | Dahvi Waller a Matthew Weiner              | 19. září 2010     | 13. prosince 2016  |
| 49           | 10        | Hands and Knees                 | Na kolenou                     | Lynn Shelton        | Jonathan Abrahams a Matthew Weiner         | 26. září 2010     | 3. ledna 2017      |
| 50           | 11        | Chinese Wall                    | Čínská zeď                     | Phil Abraham        | Erin Levy                                  | 3. října 2010     | 10. ledna 2017     |
| 51           | 12        | Blowing Smoke                   | Mlžení                         | John Slattery       | Andre Jacquemetton a Maria Jacquemetton    | 10. října 2010    | 17. ledna 2017     |
| 52           | 13        | Tomorrowland                    | Země zítřka                    | Matthew Weiner      | Jonathan Igla a Matthew Weiner             | 17. října 2010    | 24. ledna 2017     |

### Pátá řada (2012)
| Č. v seriálu | Č. v řadě | Původní název        | Český název        | Režie              | Scénář                                  | Premiéra v USA  | Premiéra v ČR                                     |
| ------------ | --------- | -------------------- | ------------------ | ------------------ | --------------------------------------- | --------------- | ------------------------------------------------- |
| 53-54        | 1-2       | A Little Kiss        | Malý polibek       | Jennifer Getzinger | Matthew Weiner                          | 25. března 2012 | 31. ledna 2017 (1. část) 14. února 2017 (2. část) |
| 55           | 3         | Tea Leaves           | Čajové lístky      | Jon Hamm           | Erin Levy a Matthew Weiner              | 1. dubna 2012   | 21. února 2017                                    |
| 56           | 4         | Mystery Date         | Rande snů          | Matt Shakman       | Victor Levin a Matthew Weiner           | 8. dubna 2012   | 28. února 2017                                    |
| 57           | 5         | Signal 30            | Signal 30          | John Slattery      | Frank Pierson and Matthew Weiner        | 15. dubna 2012  | 7. března 2017                                    |
| 58           | 6         | Far Away Places      | Vzdálená místa     | Scott Hornbacher   | Semi Chellas and Matthew Weiner         | 22. dubna 2012  | 14. března 2017                                   |
| 59           | 7         | At the Coldfish Ball | Na tresčím bále    | Scott Hornbacher   | Brett Johnson a Matthew Weiner          | 29. dubna 2012  | 28. března 2017                                   |
| 60           | 8         | Lady Lazarus         | Lady Lazarus       | Michael Uppendahl  | Jonathan Igla                           | 6. května 2012  | 11. dubna 2017                                    |
| 61           | 9         | Dark Shadows         | Temné stíny        | Scott Hornbacher   | Erin Levy                               | 13. května 2012 | 18. dubna 2017                                    |
| 62           | 10        | Christmas Waltz      | Vánoční valčík     | Michael Uppendahl  | Victor Levin a Matthew Weiner           | 20. května 2012 | 25. dubna 2017                                    |
| 63           | 11        | The Other Woman      | Ta druhá           | Phil Abraham       | Semi Chellas a Matthew Weiner           | 27. května 2012 | 2. května 2017                                    |
| 64           | 12        | Commissions and Fees | Poplatky a provize | Christopher Manley | Andre Jacquemetton a Maria Jacquemetton | 3. června 2012  | 9. května 2017                                    |
| 65           | 13        | The Phantom          | Přízrak            | Matthew Weiner     | Jonathan Igla a Matthew Weiner          | 10. června 2012 | 16. května 2017                                   |

### Šestá řada (2013)
| Č. v seriálu | Č. v řadě | Původní název         | Český název                 | Režie              | Scénář                                  | Premiéra v USA  | Premiéra v ČR                                      |
| ------------ | --------- | --------------------- | --------------------------- | ------------------ | --------------------------------------- | --------------- | -------------------------------------------------- |
| 66-67        | 1-2       | The Doorway           | Ve dveřích                  | Scott Hornbacher   | Matthew Weiner                          | 7. dubna 2013   | 23. května 2017(1. část) 30. května 2017 (2. část) |
| 68           | 3         | Collaborators         | Spolupracovníci             | Jon Hamm           | Jonathan Igla a Matthew Weiner          | 14. dubna 2013  | 6. června 2017                                     |
| 69           | 4         | To Have and to Hold   | Milovat a ctít              | Michael Uppendahl  | Erin Levy                               | 21. dubna 2013  | 13. června 2017                                    |
| 70           | 5         | The Flood             | Potopa                      | Christopher Manley | Tom Smuts a Matthew Weiner              | 28. dubna 2013  | 20. června 2017                                    |
| 71           | 6         | For Immediate Release | K okamžitému zveřejnění     | Jennifer Getzinger | Matthew Weiner                          | 5. května 2013  | 27. června 2017                                    |
| 72           | 7         | Man with a Plan       | Muž s plánem                | John Slattery      | Semi Chellas a Matthew Weiner           | 12. května 2013 | 4. července 2017                                   |
| 73           | 8         | The Crash             | Třesk                       | Michael Uppendahl  | Jason Grote a Matthew Weiner            | 19. května 2013 | 11. července 2017                                  |
| 74           | 9         | The Better Half       | Lepší polovička             | Phil Abraham       | Erin Levy a Matthew Weiner              | 26. května 2013 | 18. července 2017                                  |
| 75           | 10        | A Tale of Two Cities  | Příběh dvou měst            | John Slattery      | Janet Leahy a Matthew Weiner            | 2. června 2013  | 25. července 2017                                  |
| 76           | 11        | Favors                | Službičky                   | Jennifer Getzinger | Semi Chellas a Matthew Weiner           | 9. června 2013  | 1. srpna 2017                                      |
| 77           | 12        | The Quality of Mercy  | Milosrdenství nelze vynutit | Phil Abraham       | Andre Jacquemetton a Maria Jacquemetton | 16. června 2013 | 8. srpna 2017                                      |
| 78           | 13        | In Care Of            | Na cizí adrese              | Matthew Weiner     | Carly Wray a Matthew Weiner             | 23. června 2013 | 15. srpna 2017                                     |

### Sedmá řada (2014–2015)

#### První část: The Beginning
| Č. v seriálu | Č. v řadě | Původní název | Český název  | Režie              | Scénář                              | Premiéra v USA  | Premiéra v ČR  |
| ------------ | --------- | ------------- | ------------ | ------------------ | ----------------------------------- | --------------- | -------------- |
| 79           | 1         | Time Zones    | Časová pásma | Scott Hornbacher   | Matthew Weiner                      | 13. dubna 2014  | 22. srpna 2017 |
| 80           | 2         | A Day's Work  | Pracovní den | Michael Uppendahl  | Jonathan Igla a Matthew Weiner      | 20. dubna 2014  | 29. srpna 2017 |
| 81           | 3         | Field Trip    | Exkurze      | Christopher Manley | Heather Jeng Bladt a Matthew Weiner | 27. dubna 2014  | 12. září 2017  |
| 82           | 4         | The Monolith  | Monolit      | Scott Hornbacher   | Erin Levy                           | 4. května 2014  | 19. září 2017  |
| 83           | 5         | The Runaways  | Na útěku     | Christopher Manley | David Iserson a Matthew Weiner      | 11. května 2014 | 26. září 2017  |
| 84           | 6         | The Strategy  | Strategie    | Phil Abraham       | Semi Chellas                        | 18. května 2014 | 3. října 2017  |
| 85           | 7         | Waterloo      | Waterloo     | Matthew Weiner     | Carly Wray a Matthew Weiner         | 25. května 2014 | 10. října 2017 |

#### Druhá část: The End of an Era
| Č. v seriálu | Č. v řadě | Původní název            | Český název          | Režie              | Scénář                         | Premiéra v USA  | Premiéra v ČR      |
| ------------ | --------- | ------------------------ | -------------------- | ------------------ | ------------------------------ | --------------- | ------------------ |
| 86           | 8         | Severance                | Odstupné             | Scott Hornbacher   | Matthew Weiner                 | 5. dubna 2015   | 17. října 2017     |
| 87           | 9         | New Business             | Nová záležitost      | Michael Uppendahl  | Tom Smuts a Matthew Weiner     | 12. dubna 2015  | 24. října 2017     |
| 88           | 10        | The Forecast             | Prognóza             | Jennifer Getzinger | Jonathan Igla a Matthew Weiner | 19. dubna 2015  | 31. října 2017     |
| 89           | 11        | Time & Life              | Time & Life          | Jared Harris       | Erin Levy a Matthew Weiner     | 26. dubna 2015  | 7. listopadu 2017  |
| 90           | 12        | Lost Horizon             | Ztracený obzor       | Phil Abraham       | Semi Chellas a Matthew Weiner  | 3. května 2015  | 14. listopadu 2017 |
| 91           | 13        | The Milk and Honey Route | Cestou mléka a strdí | Matthew Weiner     | Carly Wray a Matthew Weiner    | 10. května 2015 | 21. listopadu 2017 |
| 92           | 14        | Person to Person         | Hovor na výzvu       | Matthew Weiner     | Matthew Weiner                 | 17. května 2015 | 28. listopadu 2017 |